# المنظر الأعلى (حارة)

تعديل مصدري - تعديل

المنظر الأعلى هي إحدى حارات حي المشنة بمدينة إب اليمنية، بلغ تعداد سكانها 2926 نسمة حسب تعداد اليمن لعام 2004.